# Rudawnik malutki
Rudawnik malutki (Desmalopex microleucopterus) – gatunek ssaka z podrodziny Pteropodinae w obrębie rodziny rudawkowatych (Pteropodidae).

## Taksonomia
Gatunek po raz pierwszy zgodnie z zasadami nazewnictwa binominalnego opisał w 2008 roku amerykańsko-filipiński zespół zoologów (Amerykanie Jacob Esselstyn i Lawrence R. Heaney oraz Filipińczycy Harvey J.D. Garcia i Mylanar G. Saulog) nadając mu nazwę Desmalopex microleucopterus. Holotyp pochodził z góry Siburan (12°50′05,6″N 120°55′49,0″E/12,834880 120,930280), na wysokości około 100 m, w Batong Buhay, w Sablayan, w Occidental Mindoro, na Mindoro, w Filipinach. 
Autorzy Illustrated Checklist of the Mammals of the World uznają ten gatunek za monotypowy.

### Etymologia
- Desmalopex: gr. δεσμα desma, δεσματος desmatos „przepaska”[6]; αλωπηξ alōpēx, αλωπεκος alōpekos „lis”[7].
- microleucopterus: gr. μικρος mikros „mały”; epitet gatunkowy Pteropus leucopterus Temminck, 1853; w aluzji do niewielkich rozmiarów w stosunku do D. leucopterus[2].

## Zasięg występowania
Rudawnik malutki występuje endemicznie na wyspie Mindoro w północnej części Filipin.

## Morfologia
Długość ciała (bez ogona) 133–155 mm, ogona brak, długość tylnej stopy 29–34 mm, długość przedramienia 97–103 mm; masa ciała 129–156 g. Wzór zębowy: I {\displaystyle {\tfrac {2}{2}}} C {\displaystyle {\tfrac {1}{1}}} P {\displaystyle {\tfrac {3}{3}}} M {\displaystyle {\tfrac {2}{3}}} = 34.